# Lauenburger Straße 2; Tempelstraße 7, 9, 11, 13, 15, 17 (Bad Suderode)

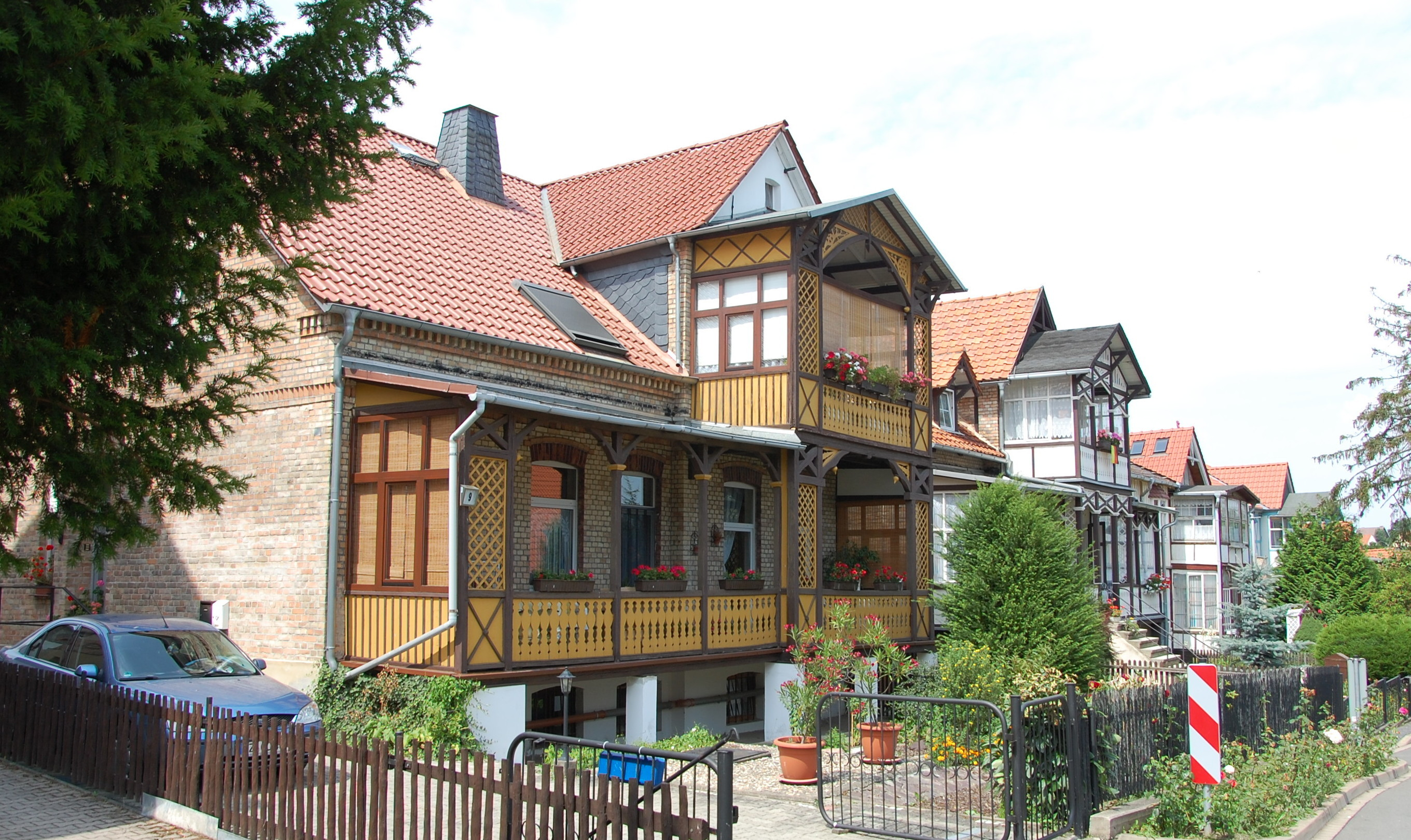
Häusergruppe

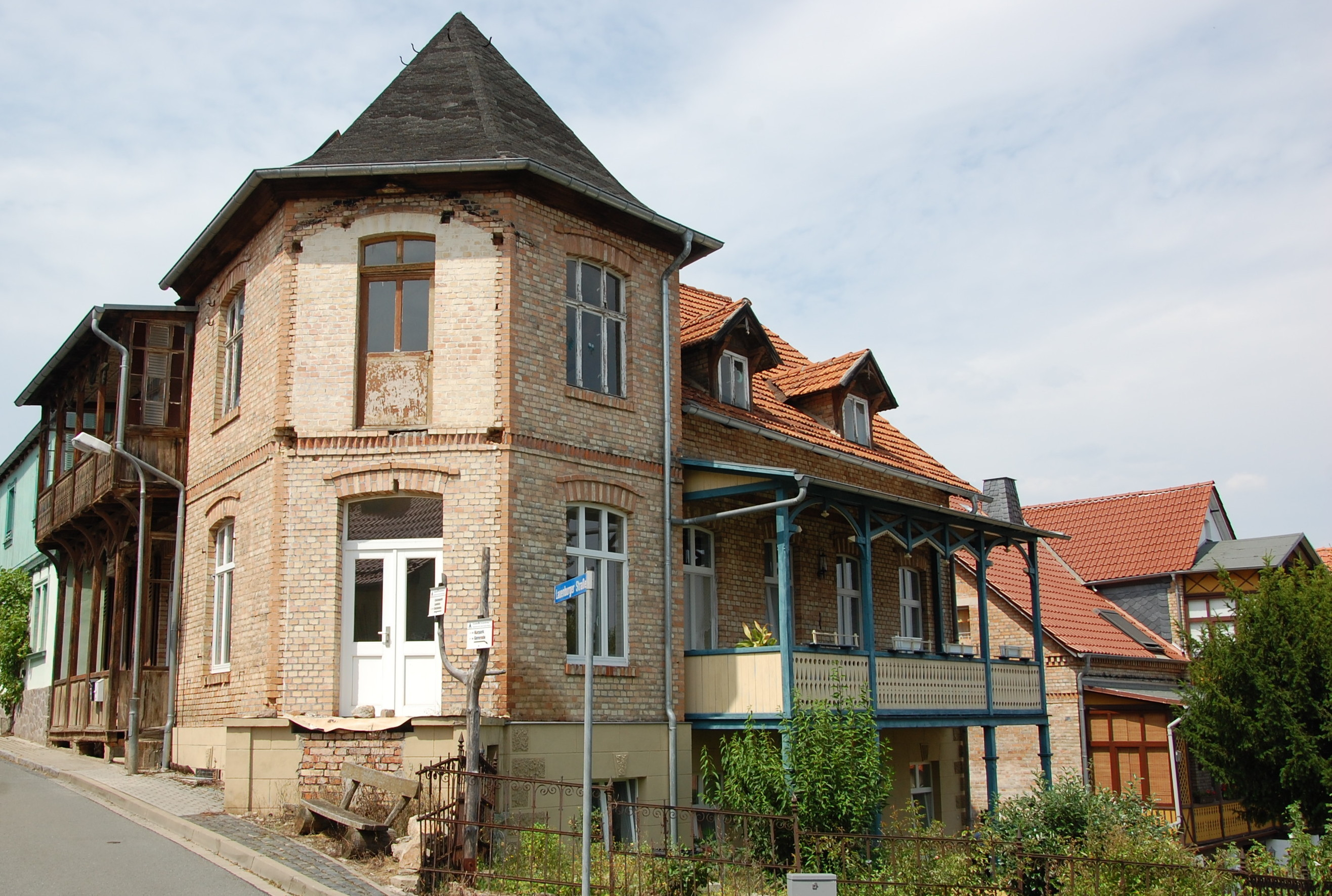
Haus Lauenburger Straße 2

Lauenburger Straße 2; Tempelstraße 7, 9, 11, 13, 15, 17 ist die im örtlichen Denkmalverzeichnis eingetragene Bezeichnung für eine denkmalgeschützte Häusergruppe im zur Stadt Quedlinburg in Sachsen-Anhalt gehörenden Ortsteil Bad Suderode.

## Lage
Sie befindet sich westlich des Ortskerns Bad Suderodes. Die Häusergruppe zieht sich auf der Westseite der Tempelstraße von der Einmündung der Lauenburger Straße nach Norden.

## Architektur und Geschichte
Die Häuser entstanden in der Mitte des 19. Jahrhunderts. Sie waren schlicht gestaltet und verfügten zumeist über Backsteinfassaden. Im Zuge der Entwicklung des Orts zum Kurbad wurden die Gebäude zu Pensionen umgebaut. Dabei wurden in der Zeit um 1900 die typischen hölzernen Veranden vor die Häuser gesetzt.